# Das wohltemperierte Klavier
Das Wohltemperirte Clavier, modern tysk stavning: Das wohltemperierte Klavier, är en samling solostycken för klaverinstrument komponerade av Johann Sebastian Bach. Han gav ursprungligen denna titel till en bok med preludier och fugor i alla de 24 olika tonarterna (12 dur- och 12 molltonarter). Boken kom ut 1722, och skulle enligt tillägnan vara till nytta för musikalisk ungdom med önskan att fortbilda sig, i synnerhet för dem som redan uppnått viss skicklighet. Bach sammanställde senare ännu en bok med liknande innehåll, som kom ut 1744, men den hette bara "Tjugofyra preludier och fugor". De båda verken anses numera tillsammans utgöra "Det vältempererade klaveret", och benämnes Bok I och Bok II.
Den första boken tillkom när Bach arbetade i Köthen; den andra följde alltså 22 år senare när han var i Leipzig. Båda cirkulerade länge i handskriven form. Tryckta kopior gavs inte ut förrän 1801, och då nästan samtidigt av tre olika förlag. Bachs stil blev omodern ungefär omkring tiden för hans död, men på 1770-talet blev den intressant igen, och både Haydn och Mozart studerade verket noga.
Varje bok innehåller tjugofyra par av preludier och fugor. Det första paret är i C-dur, det andra i c-moll, det tredje i Ciss-dur, det fjärde i ciss-moll och så vidare. Flera av styckena är mer eller mindre lånade från tidigare verk, sålunda återfinns elva av preludierna i någon form i hans utgåva "Klavierbüchlein für Wilhelm Friedemann Bach" från 1720. Preludium och fuga i Ciss-dur (i första boken) var ursprungligen skrivet i C-dur. Bach gjorde om styckena till Ciss-dur genom att förse dem med sju kors som fasta förtecken, och dessutom göra de nödvändiga förändringarna av tillfälliga förtecken.
Bachs titel tyder på att han hade skrivit för ett (12-tons) vältempererat stämschema, där alla tonarter lät bra (även kallat cirkulärt temperament). Det konkurrerande systemet under Bachs tid var medeltonsstämning, där tonarter med många förtecken låter ostämda. Man har också föreslagit att Bach egentligen avsåg en liksvävande stämning, det vill säga den metod som används idag, och som inte blev känd förrän efter hans död, men den förhärskande uppfattningen är att han förordade någon form av vältempererad stämning. Det debatteras om det i så fall skulle vara en specifik lösning som skulle passa för verkets alla tonarter, eller om han tänkte använda en uppsättning av liknande tempereringar, kanske till och med en för varje tonart.
Även om Bachs "Vältempererade klaver" var det första fullständiga verket med stycken i alla 24 tonarter för tangentinstrument, hade liknande idéer förekommit tidigare. Några exempel på kompositörer i slutet av 1600-talet som skrev samlingar av liknande slag var Johann Pachelbel, Georg Muffat och Johannes Speth. Dessutom hade verk för alla tonarter skrivits under 1500-talet, dock inte för tangentinstrument utan för stränginstrument som luta och teorb.

## Media
| Bok 1, preludium 1 i C-dur (BWV 846)    |
|                                         |
| framförd på cembalo av Martha Goldstein |

| Ave Maria av Gounod |
| |
| Charles Gounods Ave Maria, baserad på det första preludiet från den första boken, i arrangemang för piano och cello. Framförd av John Michel |

| Bok 1, fuga i C-dur                     |
|                                         |
| framförd på cembalo av Martha Goldstein |

| Bok 1, preludium i c-moll               |
|                                         |
| framförd på cembalo av Martha Goldstein |

| Bok 1, fuga i c-moll                    |
|                                         |
| framförd på cembalo av Martha Goldstein |

| Bok 1, preludium i ciss-moll          |
|                                       |
| framförd på piano av Martha Goldstein |

| Bok 1, fuga i ciss-moll               |
|                                       |
| framförd på piano av Martha Goldstein |

| Bok 1, preludium i D-dur                |
|                                         |
| framförd på cembalo av Martha Goldstein |

| Bok 1, fuga i D-dur                     |
|                                         |
| framförd på cembalo av Martha Goldstein |

| Bok 1, preludium 6 i d-moll (BWV 851)   |
|                                         |
| framförd på cembalo av Martha Goldstein |

| Bok 1, fuga i d-moll                    |
|                                         |
| framförd på cembalo av Martha Goldstein |

| Bok 1, preludium i ess-moll          |
|                                      |
| framförd på piano av Carlos Gardels. |

| Bok 1, preludium och fuga i Fiss-dur  |
|                                       |
| framförd på piano av Raymond Smullyan |

| [[:Image:\|Bok 1, preludium och fuga i G-dur]] |
| [[Image:\|220px\|noicon]]                      |
| framförd på piano av Kristian Cvetković        |

| Bok 1, preludium och fuga i giss-moll |
|                                       |
| framförd på piano av Raymond Smullyan |

| Bok 1, preludium och fuga i a-moll         |
|                                            |
| framförd på piano av Samuel Cormier-Iijima |

| Bok 1, preludium i B-dur                |
|                                         |
| framförd på cembalo av Martha Goldstein |

| Bok 1, fuga i B-dur                     |
|                                         |
| framförd på cembalo av Martha Goldstein |

| Bok 1, preludium och fuga i b-moll    |
|                                       |
| framförd på piano av Raymond Smullyan |

| Bok 1, preludium och fuga i H-dur     |
|                                       |
| framförd på piano av Raymond Smullyan |

| Bok 2, preludium och fuga i Ciss-dur  |
|                                       |
| framförd på piano av Raymond Smullyan |

| Bok 2, preludium och fuga i E-dur      |
|                                        |
| framförd på piano av Randolph Hokanson |

## Diskografi i urval
- Wanda Landowska, cembalo. RCA GD 862177. Inspelad 1949.
- Kenneth Gilbert, cembalo. ARCHIV 413 442-2. Inspelad 1983.
- Edwin Fischer, piano. NAXOS 8.110651-51. Inspelad 1933-34.
- Andras Schiff, piano. DECCA 414 388-2. Inspelad 1984.[1]
- Natalya Pasichnyk, piano. NAVONA NV6593. Inspelad 2024.[2]